# Bundestagsausschüsse des 21. Deutschen Bundestages
Die 24 Bundestagsausschüsse des 21. Deutschen Bundestages dienen als Parlamentsausschüsse der Vorbereitung der Bundestagsentscheidungen. Sie wurden am 15. Mai 2025 eingesetzt.

## Ausschüsse
Die Regierungskoalition aus CDU, CSU und SPD beantragte am 13. Mai 2025, 24 Ausschüsse einzusetzen. Die Bundestagsausschüsse wurden gegenüber den Bundestagsausschüssen des 20. Deutschen Bundestages in der Gesamtzahl um einen reduziert und teils (entsprechend der neuen Ressortverteilung im Kabinett Merz) in den Zuständigkeitsbereichen geändert. Die Ausschüsse haben 14 bis 42 Mitglieder. Ein von der Fraktion Die Linke im Bundestag vorgelegter Änderungsantrag, durch den die Anzahl der Mitglieder in vier Ausschüssen erhöht werden sollte, damit kleine Fraktionen nicht nur mit einem Mitglied vertreten sind und in dem ein eigener Energieausschuss gefordert wurde, wurde nicht angenommen.
Auf der 3. Sitzung des 21. Bundestages wurde am 14. Mai 2025 der Antrag der Koalitionsfraktionen CDU/CSU und SPD zur Bestimmung des Verfahrens für die Berechnung der Stellenanteile der Fraktionen einstimmig angenommen. Demnach wird die Zahl der auf die Fraktionen entfallenden Sitze im Ältestenrat und in den Ausschüssen sowie die Verteilung der Vorsitze in den Ausschüssen nach dem Sainte-Laguë-Verfahren berechnet. Die 24 Ausschüsse wurden am 15. Mai 2025 eingesetzt.
Am 21. Mai 2025 konstituierten sich die 24 Bundestagsausschüsse, diese konstituierenden Sitzungen wurden jeweils von einem Mitglied des Präsidium des 21. Deutschen Bundestages geleitet und dienten der Wahl der jeweiligen Vorsitzenden. Die Zahl der Ausschussvorsitzenden wurde nach der Größe der Fraktionen festgelegt. Demnach hat die CDU/CSU-Fraktion das Vorschlagsrecht für die Ausschussvorsitze in acht, die AfD-Fraktion in sechs, die SPD-Fraktion in fünf, die Fraktion Bündnis 90/Die Grünen in drei und die Fraktion Die Linke in zwei Ausschüssen. Bei der Wahl der Ausschussvorsitzenden erreichte bei der Konstituierung keiner der sechs AfD-Kandidaten die erforderliche Mehrheit.

| Ausschuss                                                                    | Vorsitz | Mitglieder | Mitglieder | Mitglieder | Mitglieder | Mitglieder | Mitglieder | Mitglieder | Anmerkung                                    |
| Ausschuss                                                                    | Vorsitz | Ges.       | CDU/ CSU   | AfD        | SPD        | Grüne      | Linke      | FL         | Anmerkung                                    |
| ---------------------------------------------------------------------------- | --- | ---------- | ---------- | ---------- | ---------- | ---------- | ---------- | ---------- | -------------------------------------------- |
| Ausschuss für Wahlprüfung, Immunität und Geschäftsordnung                    | Macit Karaahmetoğlu (SPD) | 14         | 5          | 3          | 3          | 2          | 1          | –          | –                                            |
| Petitionsausschuss                                                           | Andreas Mattfeldt (CDU) (komm. als dienstältestes Mitglied) bis 25. Juni 2025                                                           | 26         | 9          | 6          | 5          | 3          | 3          | –          | Manfred Schiller wurde nicht gewählt.        |
| Petitionsausschuss                                                           | Hülya Düber (CSU) (komm. als stellvertretende Vorsitzende) seit 25. Juni 2025                                                           | 26         | 9          | 6          | 5          | 3          | 3          | –          | Manfred Schiller wurde nicht gewählt.        |
| Auswärtiger Ausschuss                                                        | Armin Laschet (CDU) | 42         | 14         | 10         | 8          | 6          | 4          | –          | –                                            |
| Innenausschuss                                                               | Thomas Silberhorn (CSU) (komm. als dienstältestes Mitglied) bis 25. Juni 2025                                                           | 42         | 14         | 10         | 8          | 6          | 4          | –          | Jochen Haug wurde nicht gewählt.             |
| Innenausschuss                                                               | Josef Oster (CDU) (komm. als stellvertretender Vorsitzender) seit 25. Juni 2025                                                         | 42         | 14         | 10         | 8          | 6          | 4          | –          | Jochen Haug wurde nicht gewählt.             |
| Ausschuss für Sport und Ehrenamt                                             | Aydan Özoğuz (SPD) | 14         | 5          | 3          | 3          | 2          | 1          | –          | –                                            |
| Ausschuss für Recht und Verbraucherschutz                                    | Carsten Müller (CDU) (bis 25. Juni 2025 komm. als dienstältestes Mitglied, seit 25. Juni 2025 komm. als stellvertretender Vorsitzender) | 38         | 13         | 9          | 7          | 5          | 4          | –          | Stefan Möller wurde nicht gewählt.           |
| Finanzausschuss                                                              | Olav Gutting (CDU) (komm. als dienstältestes Mitglied) bis 25. Juni 2025                                                                | 42         | 14         | 10         | 8          | 6          | 4          | –          | Kay Gottschalk wurde nicht gewählt.          |
| Finanzausschuss                                                              | Christian Görke (Die Linke) (komm. als stellvertretender Vorsitzender) seit 25. Juni 2025                                               | 42         | 14         | 10         | 8          | 6          | 4          | –          | Kay Gottschalk wurde nicht gewählt.          |
| Haushaltsausschuss                                                           | Klaus-Peter Willsch (CDU) (komm. als dienstältestes Mitglied) bis 25. Juni 2025                                                         | 42         | 14         | 10         | 8          | 6          | 4          | (1) a      | Ulrike Schielke-Ziesing wurde nicht gewählt. |
| Haushaltsausschuss                                                           | Lisa Paus (Bündnis 90/Die Grünen) (komm. als stellvertretende Vorsitzende) seit 25. Juni 2025                                           | 42         | 14         | 10         | 8          | 6          | 4          | (1) a      | Ulrike Schielke-Ziesing wurde nicht gewählt. |
| Ausschuss für Wirtschaft und Energie                                         | Christian von Stetten (CDU) | 42         | 14         | 10         | 8          | 6          | 4          | –          | –                                            |
| Ausschuss für Landwirtschaft, Ernährung und Heimat                           | Hermann Färber (CDU) | 30         | 10         | 7          | 6          | 4          | 3          | (1) b      | –                                            |
| Ausschuss für Arbeit und Soziales                                            | Lisa Paus (Bündnis 90/Die Grünen) (komm. als dienstältestes Mitglied) bis 25. Juni 2025                                                 | 42         | 14         | 10         | 8          | 6          | 4          | –          | Gerrit Huy wurde nicht gewählt.              |
| Ausschuss für Arbeit und Soziales                                            | Bernd Rützel (SPD) (komm. als stellvertretender Vorsitzender) seit 25. Juni 2025                                                        | 42         | 14         | 10         | 8          | 6          | 4          | –          | Gerrit Huy wurde nicht gewählt.              |
| Verteidigungsausschuss                                                       | Thomas Röwekamp (CDU) | 38         | 13         | 9          | 7          | 5          | 4          | –          | –                                            |
| Ausschuss für Bildung, Familie, Senioren, Frauen und Jugend                  | Saskia Esken (SPD) | 38         | 13         | 9          | 7          | 5          | 4          | –          | –                                            |
| Ausschuss für Gesundheit                                                     | Tanja Machalet (SPD) | 38         | 13         | 9          | 7          | 5          | 4          | –          | –                                            |
| Verkehrsausschuss                                                            | Tarek Al-Wazir (Bündnis 90/Die Grünen)                                                                                                  | 30         | 10         | 7          | 6          | 4          | 3          | –          | –                                            |
| Ausschuss für Umwelt, Klimaschutz, Naturschutz und nukleare Sicherheit       | Lorenz Gösta Beutin (Die Linke) | 38         | 13         | 9          | 7          | 5          | 4          | –          | –                                            |
| Ausschuss für Menschenrechte und humanitäre Hilfe                            | Mechthild Heil (CDU) | 14         | 5          | 3          | 3          | 2          | 1          | –          | –                                            |
| Ausschuss für Forschung, Technologie, Raumfahrt und Technikfolgenabschätzung | Karl Lauterbach (SPD) | 30         | 10         | 7          | 6          | 4          | 3          | –          | –                                            |
| Ausschuss für wirtschaftliche Zusammenarbeit und Entwicklung                 | Wolfgang Stefinger (CSU) | 18         | 6          | 4          | 4          | 2          | 2          | –          | –                                            |
| Ausschuss für Tourismus                                                      | Anja Karliczek (CDU) | 14         | 5          | 3          | 3          | 2          | 1          | –          | –                                            |
| Ausschuss für die Angelegenheiten der Europäischen Union                     | Anton Hofreiter (Bündnis 90/Die Grünen)                                                                                                 | 34         | 11         | 8          | 7          | 5          | 3          | –          | –                                            |
| Ausschuss für Kultur und Medien                                              | Sven Lehmann (Bündnis 90/Die Grünen) | 18         | 6          | 4          | 4          | 2          | 2          | –          | –                                            |
| Ausschuss für Digitales und Staatsmodernisierung                             | Hansjörg Durz (CSU) | 30         | 10         | 7          | 6          | 4          | 3          | –          | –                                            |
| Ausschuss für Wohnen, Stadtentwicklung, Bauwesen und Kommunen                | Caren Lay (Die Linke) | 30         | 10         | 7          | 6          | 4          | 3          | –          | –                                            |

Legende:
= Die Fraktion hat grundsätzlich Anspruch auf den Vorsitz, die Wahl des vorgeschlagenen Abgeordneten war erfolgreich.
= Die Fraktion hat grundsätzlich Anspruch auf den Vorsitz, die Wahl des vorgeschlagenen Abgeordneten war erfolglos.
= Die Fraktion stellt den kommissarischen Vorsitz.
(...) = Als beratendes Mitglied.

## Unterausschüsse
| Ausschuss                                                   | Unterausschuss                                    | Vorsitz                | Mitglieder | Mitglieder | Mitglieder | Mitglieder | Mitglieder | Mitglieder | Mitglieder |
| Ausschuss                                                   | Unterausschuss                                    | Vorsitz                | Ges.       | CDU/ CSU   | AfD        | SPD        | Grüne      | Linke      |            |
| ----------------------------------------------------------- | ------------------------------------------------- | ---------------------- | ---------- | ---------- | ---------- | ---------- | ---------- | ---------- | ---------- |
| Haushaltsausschuss                                          | Bundesfinanzierungsgremium                        | Uwe Schmidt (SPD)      | 10         | 5          | – a        | 3          | 2          | – b        |            |
| Haushaltsausschuss                                          | Rechnungsprüfungsausschuss                        | Kerstin Radomski (CDU) | 18         | 6          | 4          | 4          | 2          | 2          |            |
| Haushaltsausschuss                                          | Unterausschuss zu Fragen der Europäischen Union   | Yannick Bury (CDU)     | 13         | 4          | 3          | 3          | 2          | 1          |            |
| Haushaltsausschuss                                          | Vertrauensgremium                                 | Florian Oßner (CSU)    | 11         | 5          | – a        | 3          | 2          | 1          |            |
| Ausschuss für Bildung, Familie, Senioren, Frauen und Jugend | Kommission zur Wahrnehmung der Belange der Kinder | Michael Hose (CDU)     | 5          | 1          | 1          | 1          | 1          | 1          |            |

## Weitere Gremien
Daneben bestehen als weitere Gremien:
| Gremium | Vorsitz                   | Mitglieder | Mitglieder | Mitglieder | Mitglieder | Mitglieder | Mitglieder | Mitglieder |
| Gremium | Vorsitz                   | Ges.       | CDU/ CSU   | AfD        | SPD        | Grüne      | Linke      |            |
| --- | ------------------------- | ---------- | ---------- | ---------- | ---------- | ---------- | ---------- | ---------- |
| Ältestenrat | Julia Klöckner (CDU)      | 28         | 10         | 6          | 5          | 4          | 3          |            |
| Gemeinsamer Ausschuss Dazu kommen 16 Mitglieder des Bundesrats.                                                    | Julia Klöckner (CDU)      | 32         | 11         | 8          | 6          | 4          | 3          |            |
| Parlamentarisches Kontrollgremium                                                                                  | Marc Henrichmann (CDU)    | 6          | 3          | – a        | 2          | 1          | – b        |            |
| Vermittlungsausschuss Dazu kommen 16 Mitglieder des Bundesrats.                                                    |                           | 16         | 6          | 4          | 3          | 2          | 1          |            |
| Wahlausschuss für die vom Deutschen Bundestag zu berufenden Richter und Richterinnen des Bundesverfassungsgerichts | Stefan Korbach (CDU) c    | 12         | 5          | 3          | 2          | 1          | 1          |            |
| Wahlprüfungsausschuss                                                                                              | Macit Karaahmetoğlu (SPD) | 9          | 3          | 2          | 2          | 1          | 1          |            |